# Clase Myōkō
La clase Myōkō fue una clase de cruceros pesados de la Armada Imperial Japonesa, construidos y completados entre 1924 y 1929. Los miembros de esta clase fueron los Myōkō, Nachi, Ashigara y Haguro.

## Características
Estos cruceros, fueron en su momento de diseño más avanzado que sus pares de otros países y los que portaban el armamento más pesado de su clase. Tenían casi 204 metros de eslora y eran capaces de alcanzar los 36 nudos. Transportaban dos aviones de exploración, inicialmente del tipo 90 y finalmente 3 aviones Aichi E13A Jake.
Eran de construcción muy robusta, sus diseñadores buscaron combinar blindaje, velocidad y poder artillero dentro de las limitaciones del Tratado Naval de Washington.
De reducto central, con la típica arrufadura de proa de los navíos japoneses, y una característica arrufadura negativa a popa, fueron el modelo de los que evolucionarían las posteriores clase Mogami, clase Tone y clase Takao. Como en la mayoría de las construcciones navales niponas, la clase Myōkō no se destacó por la habitabilidad, en especial la ventilación, que era muy deficiente.
Participaron en varias batallas en el frente del Pacífico durante la Segunda Guerra Mundial, y tuvieron destacadas actuaciones.

## Historial

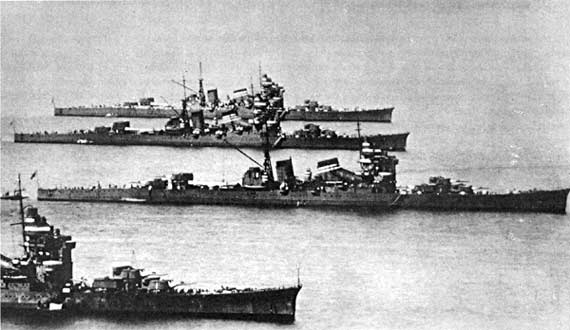
Los 4 exponentes de la clase : Myōkō, Nachi, Haguro y Ashigara

Toda la clase fue autorizada en 1923, y fueron completados en 1929.
- El Myōkō fue la única unidad que sobrevivió a la guerra. Dañado en la batalla del Golfo de Leyte, fue remolcado a Singapur, donde se le consideró irreparable y pasó a ser una batería antiaérea flotante. El 8 de julio de 1946 fue hundido en el estrecho de Malaca cerca de los submarinos I-501 e I-502.
- El Nachi, primera unidad finalizada y único en servicio en 1928, fue hundido el 5 de noviembre de 1944 por masivos ataques aéreos estadounidenses de la Task Force 38 al suroeste de la isla de Corregidor en la posición (14°23′N 120°25′E / 14.383, 120.417).
- El Ashigara comisionado en 1929, resultó hundido cuando transportaba tropas desde Singapur a Batavia, el 8 de junio de 1945 por ataque del submarino británico HMS Trenchant (P331) en el estrecho de Bangka.
- El Haguro fue hundido en el estrecho de Malaca el 16 de mayo de 1945 por ataque artillero y torpedero de una flotilla de destructores británicos a 89 kilómetros de Penang.